# Le Bélieu
Le Bélieu és un municipi francès situat al departament del Doubs i a la regió de Borgonya - Franc Comtat. L'any 2007 tenia 300 habitants.

## Demografia

### Població
El 2007 la població de fet de Le Bélieu era de 300 persones. Hi havia 109 famílies de les quals 16 eren unipersonals (8 homes vivint sols i 8 dones vivint soles), 38 parelles sense fills, 42 parelles amb fills i 13 famílies monoparentals amb fills.
La població ha evolucionat segons el següent gràfic:
Habitants censats

### Habitatges
El 2007 hi havia 129 habitatges, 111 eren l'habitatge principal de la família, 8 eren segones residències i 10 estaven desocupats. 112 eren cases i 15 eren apartaments. Dels 111 habitatges principals, 93 estaven ocupats pels seus propietaris, 13 estaven llogats i ocupats pels llogaters i 5 estaven cedits a títol gratuït; 1 tenia una cambra, 14 en tenien tres, 18 en tenien quatre i 79 en tenien cinc o més. 100 habitatges disposaven pel capbaix d'una plaça de pàrquing. A 43 habitatges hi havia un automòbil i a 62 n'hi havia dos o més.

### Piràmide de població
La piràmide de població per edats i sexe el 2009 era:
| Homes | Edats   | Dones |
| ----- | ------- | ----- |
| 0     | 95 o +  | 0     |
| 0     | 90 a 94 | 0     |
| 0     | 85 a 89 | 4     |
| 4     | 80 a 84 | 4     |
| 0     | 75 a 79 | 4     |
| 4     | 70 a 74 | 4     |
| 0     | 65 a 69 | 4     |
| 0     | 60 a 64 | 4     |
| 4     | 55 a 59 | 8     |
| 8     | 50 a 54 | 0     |
| 12    | 45 a 49 | 8     |
| 24    | 40 a 44 | 12    |
| 4     | 35 a 39 | 12    |
| 16    | 30 a 34 | 16    |
| 4     | 25 a 29 | 4     |
| 8     | 20 a 24 | 0     |
| 12    | 15 a 19 | 16    |
| 12    | 10 a 14 | 8     |
| 16    | 5 a 9   | 8     |
| 12    | 0 a 4   | 0     |

## Economia
El 2007 la població en edat de treballar era de 204 persones, 158 eren actives i 46 eren inactives. De les 158 persones actives 151 estaven ocupades (90 homes i 61 dones) i 6 estaven aturades (4 homes i 2 dones). De les 46 persones inactives 18 estaven jubilades, 13 estaven estudiant i 15 estaven classificades com a «altres inactius».

### Ingressos
El 2009 a Le Bélieu hi havia 116 unitats fiscals que integraven 322 persones, la mediana anual d'ingressos fiscals per persona era de 24.465 €.

### Activitats econòmiques
Dels 25 establiments que hi havia el 2007, 1 era d'una empresa alimentària, 2 d'empreses de fabricació de material elèctric, 6 d'empreses de fabricació d'altres productes industrials, 6 d'empreses de construcció, 4 d'empreses de comerç i reparació d'automòbils, 1 d'una empresa de transport, 1 d'una empresa financera, 1 d'una empresa immobiliària i 3 d'empreses de serveis.
Dels 7 establiments de servei als particulars que hi havia el 2009, 1 era un taller de reparació d'automòbils i de material agrícola, 2 paletes, 2 fusteries, 1 lampisteria i 1 agència immobiliària.
L'any 2000 a Le Bélieu hi havia 12 explotacions agrícoles.

## Poblacions més properes
El següent diagrama mostra les poblacions més properes.